# Ammotrecha stollii
Ammotrecha stollii är en spindeldjursart som beskrevs av Banks 1900. Ammotrecha stollii ingår i släktet Ammotrecha och familjen Ammotrechidae. Inga underarter finns listade i Catalogue of Life.